# Furnace
Furnace är ett album i industrial genren utgiven av gruppen Download maj-juli 1995 med skivmärket Off Beat. Detta är gruppens första skiva och när skivan kom ut i Sverige så hade medlemmen Dwayne Goettel avlidit. Skivorna är märkta med en etikett med texten Dedicated to Dwayne R. Goettel †23.08.95 vilket betyder Tillägnad Dwayne R. Goettel †1995-08-23..

## Låtlista
| Nr  | Titel           | Längd | Notering                          |
| --- | --------------- | ----- | --------------------------------- |
| 1.  | Mallade         | 2:34  |                                   |
| 2.  | Seel hole       | 4:20  |                                   |
| 3.  | Omniman         | 6:00  | Röstinlägg med Genesis P. Orridge |
| 4.  | Cannaya         | 8:28  |                                   |
| 5.  | Sigesang        | 4:41  |                                   |
| 6.  | Stone grey soil | 7:09  |                                   |
| 7.  | Mother sonne    | 4:51  |                                   |
| 8.  | Attalal         | 7:16  |                                   |
| 9.  | Lebanull        | 6:52  | Röstinlägg med Genesis P. Orridge |
| 10. | Beehatch        | 7:22  |                                   |
| 11. | Noh mans land   | 5:07  |                                   |
| 12. | Marred          | 9:00  | Röstinlägg med Genesis P. Orridge |
| 13. | Hevel           | 0:50  |                                   |

## Medverkande
- Dwayne Goettel
- cEvin Key
- Mark Spybey
- Genesis P. Orridge - (röstinslag)